# Thomas Deruda
Thomas Deruda, né le 13 juillet 1986 à Marseille, fils de Richard Deruda, est un footballeur français à la retraite.

## Biographie
Fils d’un mafieux local, il commence sa carrière, dans l'équipe réserve de l'Olympique de Marseille avant de faire quelques apparitions avec l'équipe première, lors de la saison 2005-2006 (il récolte un carton rouge dix minutes après son entrée en jeu pour son 1er match chez les pros).

Entre 2005 et 2007, Deruda a tenté de réaliser son rêve : grandir avec l'OM. Formé au club et besogneux, le milieu de terrain a rapidement tenté d'apporter sa fougue, ou "grinta". Problème, le minot n'était pas le plus talentueux des Marseillais. Ses 11 matchs avec le maillot de l'OM n'ont pas suffi à convaincre les derniers sceptiques, et il a rapidement reçu l'étiquette de joueur "pistonné".
En effet, pour les observateurs, Deruda avait intégré l'équipe première marseillaise grâce à la belle relation nouée par son père avec José Anigo, l'ancien directeur sportif phocéen. Si certains du centre de formation méritaient, sans doute, plus que lui d'avoir une chance en pro, le garçon de 34 ans a ensuite rejoint des clubs plus à sa portée comme Marseille Consolat ou dernièrement Aubagne.
Il est ensuite prêté en juillet 2006 au FC Libourne-Saint-Seurin. Il est ensuite rappelé par l'OM un mois après, pour étoffer l'effectif.
En janvier 2007, il décide donc de quitter l'Olympique de Marseille. Il est prêté six mois, à nouveau au FC Libourne-Saint-Seurin, où il ne joue que dix matchs.
Thomas Deruda passe ensuite à l'Amiens SC pour la saison 2007-2008, pour un prêt d'une année. Peu utilisé dans son nouveau club – 1 match seulement en une demi-saison –, l'Olympique de Marseille le prête en janvier 2008 au club catalan de Badalone, sans option d'achat.
Le 13 juin 2008, alors qu'il ne lui reste plus qu'un an de contrat avec Marseille, Thomas Deruda est transféré au Montpellier HSC, il y signe un contrat de un an. À l'issue de la saison, le club est promu en Ligue 1, et son contrat n'est pas prolongé.
Alors libre de tout contrat, il s'engage en juin 2009 avec l'AC Ajaccio, toujours en Ligue 2. En septembre 2011, il rejoint Arles-Avignon pour une année.

## Statistiques
| Saison      | Club                                    | Pays      | Championnat | Coupes nationales | Coupes d’Europe | Sélection France |
| ----------- | --------------------------------------- | --------- | ----------- | ----------------- | --------------- | ---------------- |
| 2005 - 2006 | Olympique de Marseille                  | Ligue 1   | 2 matchs    | 1 match           | 3 matchs (C3)   | -                |
| 2006 - 2007 | FC Libourne-Saint-Seurin                | Ligue 2   | 2 matchs    | 1 match           | -               | -                |
| 2006 - 2007 | Olympique de Marseille                  | Ligue 1   | 3 matchs    | -                 | -               | -                |
| 2006 - 2007 | FC Libourne-Saint-Seurin                | Ligue 2   | 8 matchs    | 1 match           | -               | -                |
| 2007 - 2008 | Amiens SC                               | Ligue 2   | 1 match     | 2 matchs          | -               | -                |
| 2007 - 2008 | Badalona                                | Segunda B | -           | -                 | -               | -                |
| 2008 - 2009 | Montpellier HSC                         | Ligue 2   | 20 matchs   | 5 matchs          | -               | -                |
| 2009 - 2010 | AC Ajaccio                              | Ligue 2   | 13 matchs   | 2 matchs          | -               | -                |
| 2010 - 2011 | Gazélec Football Club Olympique Ajaccio | C.F.A.    | -           | -                 | -               | -                |
| 2011 - 2012 | Athlétic Club Arles-Avignon             | Ligue 2   | 2 matchs    | -                 | -               | -                |
| 2012 - 2013 | Groupe Sportif Consolat                 | C.F.A.    | -           | -                 | -               | -                |

Dernière mise à jour le 4 janvier 2013

## Palmarès
Il est vice-champion de France avec l'Olympique de Marseille en 2007 et vice-champion de France de Ligue 2 avec le Montpellier HSC.